# Pic Palas
Pic Palas – szczyt w Pirenejach. Leży na granicy między Hiszpanią (prowincja Huesca, w regionie Aragonia) a Francją (departamenty Pireneje Wysokie i Pireneje Atlantyckie). Należy do podgrupy Pireneje Środkowo-Zachodnie w Pirenejach Centralnych.
Pierwszego wejścia dokonali Peytier i Hossard w czerwcu 1825 r.